# دينيس مورو
دينيس مورو (بالفرنسية: Denis Moreau)‏ هو فيلسوف فرنسي، ولد في 8 أبريل 1967 في بوردو في فرنسا.